# 許妤欣
許妤欣（英語：Hooi Yue Yann Jaslyn，2000年10月5日—），新加坡女子羽球運動員。

## 簡歷
許妤欣在2018年夏季青年奧林匹克運動會羽毛球女子單打比賽的季軍賽中，以9比21、13比21敗給泰國選手披提亞蓬·猜萬，獲得第四名。2020年，她代表新加坡參加亞洲羽球團體錦標賽女子團體比賽。在小組與中華台北隊對陣時，先出戰第二女單，21比14、13比21、21比12擊敗江穎麗；再與楊佳敏搭檔出戰第二女雙，以10比21、21比17、11比21敗給郭浴雯、林琬清組合；最終全隊以2比3落敗。

## 主要比賽成績
只列出曾進入準決賽的國際賽事成績：
| 年份   | 賽事                   | 公開賽級別 | 項目     | 成績   |
| ------ | ---------------------- | ---------- | -------- | ------ |
| 2019年 | 杜拜羽毛球國際挑戰賽   | 國際挑戰賽 | 女子單打 | 準決賽 |
| 2021年 | 波蘭羽毛球國際賽       | 國際系列賽 | 女子單打 | 冠軍   |
| 2021年 | 比利時羽毛球國際賽     | 國際挑戰賽 | 女子單打 | 準決賽 |
| 2022年 | 東南亞運動會羽毛球比賽 | 其他       | 女子團體 | 銅牌   |
| 2023年 | 本迪戈羽毛球國際賽     | 國際挑戰賽 | 女子單打 | 冠軍   |
| 2023年 | 雪梨羽毛球國際賽       | 國際系列賽 | 女子單打 | 冠軍   |
| 2024年 | 葡萄牙羽毛球國際賽     | 國際系列賽 | 女子單打 | 準決賽 |
| 2024年 | 本迪戈羽毛球國際賽     | 國際挑戰賽 | 女子單打 | 準決賽 |
| 2024年 | 雪梨羽毛球國際賽       | 國際挑戰賽 | 女子單打 | 準決賽 |
| 2024年 | 北港羽毛球國際賽       | 國際挑戰賽 | 女子單打 | 亞軍   |